# Callopanchax
Callopanchax – rodzaj słodkowodnych ryb karpieńcokształtnych z rodziny Nothobranchiidae.

## Klasyfikacja
Gatunki zaliczane do tego rodzaju:
- Callopanchax monroviae
- Callopanchax occidentalis – proporczykowiec złotopręgi[3]
- Callopanchax sidibei
- Callopanchax toddi